# Bih Fih
 (décembre 2018).
Si vous disposez d'ouvrages ou d'articles de référence ou si vous connaissez des sites web de qualité traitant du thème abordé ici, merci de compléter l'article en donnant les références utiles à sa vérifiabilité et en les liant à la section « Notes et références ».
Bih Fih est une mini-série de sketches humoristiques réalisée par Hachem El Yamani et diffusée sur la chaine de télévision 2M en 2012. Hachem El Yamani a coopéré sur ce projet avec l'animateur télé et comédien Rachid Allali et la comédienne Dounia Boutazout. La série Bih Fih a été financée par Maroc Telecom pour offrir une nouvelle source de divertissement à ses fans.
Les tournages ont eu lieu à Casablanca au Maroc durant le printemps 2012 pour assurer une diffusion quotidienne de la série durant le mois du Ramadan. La mini série a été un succès avec plus de 6 millions de téléspectateurs.